# Klefhaus (Overath)
Klefhaus ist ein Ortsteil von Brombach in der Stadt Overath im Rheinisch-Bergischen Kreis in Nordrhein-Westfalen, Deutschland. Es liegt an der Einmündung des Dürschbachs in die Sülz.

## Einrichtungen
In Klefhaus gibt es für Schulklassen, Kinder- und Jugendgruppen, Familien usw. ein Schullandheim, das zu Erlebnisveranstaltungen, Freizeit- und Feriengelegenheiten aufgesucht werden kann. In Klefhaus gibt es für die Freizeit auch Campingplätze.

## Geschichte
Der Ort wurde erstmals im Jahr 1478 urkundlich als Cleyffhus erwähnt. Das Bestimmungswort Klef und seine Formen Kleff, Klief, Klev, Clef, Clev sind in der Region ein vergleichsweise häufiger Ortsname und leitet sich vom lat. Clivus = Hügel, steil abfallender Berghang, Abhang, Böschung ab.
Aus der Charte des Herzogthums Berg von 1789 des Carl Friedrich von Wiebeking geht hervor, dass der Ort zu dieser Zeit Teil des Kirchspiels Immekeppel im Obergericht Bensberg des bergischen Amtes Porz war.
Der Ort ist auf der Topographischen Aufnahme der Rheinlande von 1817 als Klef verzeichnet. Die Preußische Uraufnahme von 1845 zeigt den Wohnplatz unter dem Namen Klefhaus. Ab der Preußischen Neuaufnahme von 1892 ist der Ort auf Messtischblättern regelmäßig als Klefhaus verzeichnet.
1822 lebten neun Menschen im als Bauerngut kategorisierten Ort, der nach dem Zusammenbruch der napoleonischen Administration und deren Ablösung zur Bürgermeisterei Bensberg im Kreis Mülheim am Rhein gehörte. Für das Jahr 1830 werden für den Ort elf Einwohner angegeben. Der 1845 laut der Uebersicht des Regierungs-Bezirks Cöln als Bauerngut kategorisierte Ort besaß zu dieser Zeit vier Wohngebäude mit 20 Einwohnern, alle katholischen Bekenntnisses. Die Gemeinde- und Gutbezirksstatistik der Rheinprovinz führt Klefhaus 1871 mit fünf Wohnhäusern und 24 Einwohnern auf. Im Gemeindelexikon für die Provinz Rheinland von 1888 werden für Klefhaus fünf Wohnhäuser mit 31 Einwohnern angegeben. 1895 besitzt der Ort ein Wohnhaus mit 18 Einwohnern und gehört zum katholischen Kirchspiel Immekeppel, 1905 werden fünf Wohnhäuser und 24 Einwohner angegeben.
Aufgrund § 10 des Köln-Gesetzes wurden 1975 mehrere Bensberger Außenorte in die Gemeinde Overath umgemeindet, darunter auch Klefhaus.